# 257 (число)
257 (двести пятьдесят семь) — натуральное число, расположенное между числами 256 и 258. Оно является 55-м простым числом, а относительно их последовательности расположено между 251 и 263.
- 257 день в году — 14 сентября (в високосный год 13 сентября)[значимость факта?].

## В математике
- 257 — 55-е простое число. Оно равно {\displaystyle 4^{4}+1}. Известно только три простых числа, представимых в форме {\displaystyle n^{n}+1}— при n = 1, 2, 4, равные, соответственно, 2, 5, 257[2][3][4].
- Это минимальное трёхзначное простое число, все три цифры которого — различные простые числа[5][6].
- 257 — четвёртое число Ферма: {\displaystyle F_{3}=2^{2^{3}}+1=2^{8}+1=257}[3]. Это одно из пяти известных простых чисел Ферма (3, 5, 17, 257, 65 537)[7][3].
- Также является минимальным нечётным[K 1] простым числом, представимым в виде суммы восьмых степеней двух натуральных чисел (octavan prime)[6][8] и наименьшим простым вида {\displaystyle 128\cdot {k}+1}[6][9].
- 257 — максимальный член непрерывной последовательности простых чисел, получаемых преобразованием треугольных чисел по формуле {\displaystyle {t}\cdot 2+17}, где {\displaystyle {t}} — одно из первых пятнадцати[K 2] треугольных чисел (представимых в виде {\displaystyle n(n+1)/2})[6]. Эквивалентная формула {\displaystyle n^{2}+n+17}, даёт шестнадцать простых чисел подряд при {\displaystyle 0\geqslant n\geqslant 15}[10][11]